# Anton Schimak
Anton Schimak či též česky Antonín Šimák (19. dubna 1861 Odry – 1. října 1887 Nový Jičín) byl sériový vrah a lupič německého původu působící na Moravě.

## Život
Anton Schimak se narodil roku 19. dubna 1861 v Odrách (tehdejší vesnici Nové Sady) do německy mluvící rodiny. Vychodil osm let povinné školní docházky a vyučil se soukeníkem. Schimakovi rodiče brzy zemřeli a bez řádné výchovy Schimak sklouzl k drobným krádežím, za které byl často trestán. Ve svých 20 letech byl poslán na šest let za mříže . Trest si odpykával v mírovské věznici. 
Už během svého pobytu plánoval, že po propuštění bude trestnou činnost páchat dál a ve výrazně větším měřítku. Od svých spoluvězňů dostal řadu tipů na zámožné osoby převážně na severní Moravě. Schimak si vše pečlivě poznamenával do zápisníku. Schimak byl propuštěn na svobodu v květnu 1887. 

### Trestná činnost
Jen čtyři dny po propuštění (12. května 1887) se Schimak vydal do Opavy, kde si v místních železářstvích koupil dva revolvery ráže 12 mm a vypravil se vlakem do Svinova, kde byl spatřen v místní hospodě. 

#### Přepadení fary
Následujícího dne, 13. května 1887, dorazil Schimak do Polské Ostravy (dnešní Slezská Ostrava), kde začal loupit podle seznamu sepsaného při pobytu na Mírově. Do hledáčku se mu dostal místní farář Jan Bitta. Schimak faráře překvapil v obytných prostorách fary, když odpočíval. Na nic nečekal a na faráře ze svého revolveru dvakrát vystřelil, nicméně Bittu jen lehce zranil. Farář se bránil, útočníka chytil a začal se s ním prát, Schimak se ze sevření vymanil a na faráře ještě dvakrát vystřelil, z toho ho jednou ranou zasáhl do břicha. Při útěku na faráře ještě jednou vystřelil.
Schimak si z přepadení neodnesl žádný lup, ačkoliv se na faře nacházelo přes 8 000 zlatých. Farář Jan Bitta i díky své vestě a silnému plášti útok přežil.

#### Vraždy v Hulváckém lese
Dne 14. května 1887, den po přepadení fary v Polské Ostravě, udeřil Schimak znovu. S vědomím, že každý 14. den v měsíci jsou v dolech a železárnách na Ostravsku vypláceny mzdy, se uchýlil do Hulváckého lesa poblíž Nové Vsi a vyhlížel si svou oběť. V lese nalezl Josefa Karnovského z Lubojat, který zrovna odpočíval, pravděpodobně spal. Schimak mu přiložil pistoli k levému spánku a stiskl spoušť. Zavražděný Karnovský u sebe měl jen malý obnos peněz (50 krejcarů). Výstřel okamžitě přivolal zaměstnance nedaleké vlečky, a tak Schimak ani nestihl zavražděného okrást. 
Ten samý den pozdě odpoledne potkal v Hulváckém lese Schimak Josefa Mageru s těhotnou manželkou Terezií z Polanky a Ferdinanda Bouroně z Vřesiny. Všechny tři Schimak zastřelil z bezprostřední blízkosti celkem šesti výstřely, okradl a těla ukryl do příkopu. Výstřely a volání o pomoc zaslechli dva kolemjdoucí zedníci a hlídkující četník. Pro tmu ale těla ani vraha nenašli. 
Mrtvoly byly nalezeny až druhý den ráno. Celý les byl v následujících dnech prohledáván i za pomoci pěšího pluku č. 1 Kaiser Franz Josef z Opavy pod vedením plukovníka Gustava von Hayd von und zu Haydegg, avšak bezvýsledně, Schimak tou dobou už loupil jinde. 

#### Vražda v Odrách
Dne 15. května 1878 se Schimak vrátil do rodných Oder, kde se pravděpodobně doslechl, že místní statkář František Valcl u sebe má větší obnos peněz. K Schimakově smůle ale 280 z 290 zlatých den předtím Valcl dal dceři věnem. Schimak se do statkářova stavení dostal pod záminkou koupě mléka, počkal, až Valclova sestra, která v domě rovněž bydlela, půjde ven a Valcla střelil do hlavy. Zbraní ještě stihl pohrozit Valclově sousedce, která byla zrovna na návštěvě a vraždu viděla, a zmizel v nedalekém lese.

#### Krádeže
Po vraždě Františka Valcla se Schimak přesunul do Rudoltic, kde 19. května 1878 vyšplhal po hromosvodu na půdu a starostovi a poštmistrovi odcizil veškeré oblečení.
Dne 26. května 1878 ukradl Schimak v Moravičanech žebřík, s jehož pomocí vylezl na půdu domu Josefa Kulavíka, kde se stejně jako v předchozím případě pokusil odcizit prádlo. Kulavík ale zloděje uslyšel a pomocí dřevěné tyče se zloděje snažil zastavit. Schimak na nic nečekal, vytáhl zbraň a Kulavíka střelil do nosu.
Při přepadení fary, při vraždě Františka Valcla i při krádežích na Mohelnicku vstupoval Schimak bos, aby nemohl být se zločiny spojen pomocí otisků bot. Při poslední loupeži si boty ale nestihl vzít a byl díky nim ztotožněn, neboť to byly tytéž boty, které koupil před několika týdny při svém propuštění z Mírova od jednoho z dozorců.

#### Útok na správce věznice
Schimak byl po šesti letech v mírovské věznici dobře obeznámen s místním režimem a věděl, že správce věznice Axmann jezdí každý první den v měsíci pro peníze na provoz věznice do nedaleké Mohelnice. Dne 1. června si tak počkal na vůz, ve kterém kromě správce Axmanna jela i jeho manželka, dcera a dcera ředitele věznice Julie Bernhauerová. V Podolíčku zastoupil Schimak povozu cestu a okamžitě zahájil palbu na kočího Rifflera. Vypálil asi tři rány a zranil koně, kočí pobídl koně k trysku a když povoz míjel útočníka, vypálil Schimak ještě několik ran přímo na osádku. Správce Axmann si z útoku odnesl prostřelené rameno, paní Axmannová škrábnutí odraženou kulkou.
Po nezdařeném útoku Schimak utekl přes pole do nedalekých lesů, kde se skrýval v korunách stromů a ve vážním domku místního cukrovaru, kam se vloupal.

#### Vražda v Juřince
Dne 7. června 1878 se ve Valašském Meziříčí konal jarmark, na který měl namířeno i s povozem Josef Haas. Cestou svezl dva muže, jedním z nich byl Anton Schimak, druhým pekařský pomocník Antonín Kazílek z České Třebové. Poblíž obce Juřinka sesedl nejdřív Kazílek a záhy i Schimak, který 27letého pekařského pomocníka sledoval až k rybníčku, střelil jej do hlavy, okradl o peníze, oblečení a osobní doklady a tělo ukryl do rákosí.
Mrtvola byla nalezena až o 11 dní později ve značném stádiu rozkladu. 

#### Krádež v Odrách
Schimak se nakrátko přesunul zpět do Oder, kde se 12. června 1878 vloupal do obchodu kupce Josefa Vladaře, ukradl kolky, kapesní nože a hotovost. Zajímavostí je, že v tomto obchodě Schimak již dříve kradl a byl za to i trestán. 

### Dopadení a soud
Anton Schimak se přesunul do oblasti Lanškrouna, kde pokračoval v drobných krádežích a vloupáních. Toto bylo podezřelé místním četníkům, kteří nařídili hostinským hlásit jakékoliv podezřelé cizince. Dne 27. června 1887 oznámila hostinská Anna Effenbergerová, že v jejím hostinci v Červené Vodě se zdržuje muž odpovídající popisu podezřelého. Schimak byl okamžitě zatčen a i přes skutečnost, že se vydával za zavražděného Kazílka, ztotožněn. Při zatčení u něj byly nalezeny dva revolvery ráže 12 mm, asi 30 nábojů, Kazílkovy doklady a i již zmíněný zápisník.
Schimak byl převezen ke krajskému soudu do Nového Jičína, kde byl uvězněn. Po celou dobu sepisování obžaloby nevypovídal a držel protestní hladovku.
Dne 12. srpna 1878 začal mediálně i veřejností velmi sledovaný soudní proces, který trval šest dní. Dobové záznamy říkají, že z obav o bezpečnost všech v místnosti byly dokonce předměty na stole, u něhož Schimak seděl, pevně přimontovány.
Schimak po většinu procesu na pokládané otázky nereagoval vůbec nebo jen velmi krátce a arogantně a svou vinu popíral. Předvolány byly desítky svědků, kteří se se Schimakem buď poblíž míst činů setkali, nebo jej přímo při činu viděli. Všichni svědci Schimaka bezpečně poznali. 
Dne 17. srpna 1878 kolem páté hodiny skončilo přelíčení, 12člennou porotou byl shledán vinným ze všech zločinů a soud Schimaka odsoudil k trestu smrti oběšením.

## Smrt
Anton Schimak byl popraven vídeňským katem Rudolfem Seyfriedem 1. října 1878 v 7 hodin ráno. Jednalo se o veřejnou popravu (v Novém Jičíně první po 52 letech), na níž se prodávaly vstupenky. Zájem vidět popravu byl enormní, prodáno bylo všech 200 vyčleněných vstupenek a lidé dokonce lezli na stromy, aby mohli vidět smrt nechvalně proslulého sériového vraha.
Po popravě byl Schimakův mozek poslán do Vídně k dalšímu zkoumání.

## Schimakův odraz
Jméno Antona Schimaka bylo českým obyvatelstvem přeměněno na české Antonín Šimák. Hulvákům, kde Schimak spáchal čtyři vraždy během jediného dne, se mezi místními ještě dlouhá léta po tragických událostech přezdívalo Šimákov a Hulváckému kopci, na jehož svazích je Hulvácký les, zase Šimákovec.
Označení Šimák se zvláště na Ostravsku stalo velmi urážlivým, podobně jako třeba grázl.
Na motivy událostí spojených s Antonem Schimakem se na jarmarcích prodával a šířil kuplet Poučná píseň o raubířství a morduňcích Šimákově. 